# Esteban Salinas Muñoz
Esteban Joaquín Salinas Muñoz (geboren am 18. Januar 1992 in Viña del Mar) ist ein chilenischer Handballspieler, der auf der Spielposition Kreisläufer eingesetzt wird.

## Vereinskarriere
Esteban Salinas spielte in Chile für den Club Winterhill. Nach einem Wechsel nach Spanien debütierte er in der Saison 2014/2015 mit dem Verein MMT Seguros Zamora in der Liga Asobal. Von 2015 bis 2018 war er für BM Benidorm und von 2018 bis 2020 für Bidasoa Irun in der ersten spanischen Liga aktiv. Seit der Saison 2020/2021 spielt Salinas für den Ligakonkurrenten Frankin BM Granollers. Im Sommer 2023 kehrte er zum Verein Bidasoa Irun zurück, bei dem er im Januar 2023 einen Zwei-Jahres-Vertrag unterschrieb.
Mit den Teams aus Irun und Granollers nahm er an europäischen Vereinswettbewerben teil.

## Auswahlmannschaften
Salinas stand im Kader der chilenischen Männer-Handballnationalmannschaft bei der Weltmeisterschaft 2013, der Weltmeisterschaft 2015, der Weltmeisterschaft 2017, der Weltmeisterschaft 2019, der Weltmeisterschaft 2021, bei der Weltmeisterschaft 2023 und bei der Weltmeisterschaft 2025.
Bei den Panamerikanischen Spielen gewann er mit Chile 2011, 2015 und 2023 die Bronzemedaille sowie 2019 die Silbermedaille, bei der Panamerikameisterschaft 2016 Silber und 2018 Bronze, bei der Süd- und mittelamerikanischen Handballmeisterschaft 2022 Bronze und bei den Südamerikaspielen 2018 Bronze sowie 2022 Silber.

## Privates
Sein Bruder Rodrigo Salinas spielt ebenfalls Handball.